# Izzat Ghazzawi
Izzat Ghazzawi (arabisch عزت الغزاوي, DMG ʿIzzat al-Ġazzāwī; * 1951 in Dayr al-Ghusoun, Gouvernement Tulkarm, Westjordanland; † 4. April 2003 in Ramallah) war ein palästinensischer Schriftsteller und Präsident des Palästinensischen Schriftstellerverbandes.

## Leben
Ghazzawi wurde als Sohn einer großen Flüchtlingsfamilie geboren, die im Jahr 1948 ins Westjordanland geflohen war. Sein erstes Theaterstück schrieb er im Alter von 13 Jahren. Er erlangte einen Master in amerikanischer und britischer Literatur und lehrte als Dozent an der Universität Birzeit.
Als Schriftsteller trat er vor allem als Novellist, Verfasser von Kurzgeschichten und Literaturkritiker hervor. In seinem Werk setzte sich Ghazzawi mit dem Leid der palästinensischen Bevölkerung auseinander und bemühte sich darum, den kulturellen Austausch und den politischen Dialog mit Israel voranzutreiben. Besonders beeinflusst wurde er von dem israelischen Schriftsteller Horvitz Yaeer. Für seine politischen Tätigkeiten wurde Ghazzawi von den israelischen Behörden zensiert und mehrmals verhaftet.
Mehrere Monate nach dem Tod seines sechzehnjährigen Sohnes – dieser war von israelischen Soldaten auf dem Schulhof erschossen worden, als er einem verletzten Freund Hilfe leistete – veröffentlichte Ghazzawi zusammen mit dem israelischen Schriftsteller Abraham B. Jehoshua einen Band mit Bildern des italienischen Fotografen Oliviero Toscani über die Beziehungen zwischen dem palästinensischen und dem israelischen Volk. Das Werk wurde über 6 Millionen Mal verkauft und in mehrere Sprachen übersetzt.
Nach seiner Rückkehr aus dem Exil 1982 lehrte er als Dozent Vergleichende Literaturwissenschaft an der Universität Bir Zait in Ramallah. Er wurde Vorstandsmitglied des palästinensischen Beirats für Frieden und Gerechtigkeit. 1995 wurde er in Stavanger mit dem internationalen Preis für freie Meinungsäußerung ausgezeichnet. 1997 organisierte und leitete Ghazzawi den ersten internationalen Schriftstellerkongress in Palästina. Im Jahr 2001 erhielt Ghazzawi zusammen mit der israelischen Dozentin Nurit Peled-Elhanan den vom Europäischen Parlament verliehenen Sacharow-Preis.
Zusammen mit dem israelischen Schriftsteller Amos Oz war Ghazzawi 2002 mit Wie man Fanatiker kuriert Dozent im Rahmen der Tübinger Poetik-Dozentur.

## Veröffentlichungen
- Letters underway (1989)
- The Edges (1993)
- Nebo Mountain (1995)
- Abdullah At-Tilali (1997)